# Sudaria simaluris
Sudaria simaluris is een hooiwagen uit de familie Assamiidae.